# Campionatele europene de gimnastică feminină din 2006
Campionatele europene de gimnastică feminină din 2006, care au reprezentat a douăzecișișasea ediție a competiției gimnasticii artistice feminine a "bătrânului continent", au avut loc în orașul Volos din Grecia.
Datorită valorii mondiale a gimnasticii europene, campionatele europene de gimnastică feminină au coincis, pentru foarte mulți ani, cu replica sa mondială.